# Hornbach (Tirol)
Hornbach war eine Gemeinde im Landgericht Reutte des Königreich Bayern beziehungsweise der Grafschaft Tirol des Kaisertum Österreich von 1810 bis 1833. Sie umfasste die heutigen Gemeinden Vorderhornbach und Hinterhornbach.

## Geschichte
Das Hornbachtal ist ein Seitental des oberen Lechtal, dem Tiroler Außerfern. Vorderhornbach,
das noch am Taleingang im Lechtal liegt, gehörte seit dem Hochmittelalter zum Pfarrbereich Wängle (Seelsorgestelle ab 1675, Expositur 1756)
und Gerichtsbereich von Aschau (heute Lechaschau; Anwaltschaft Reutte),
während Hinterhornbach, das vom Allgäu her besiedelt worden war, der Pfarre Elbigenalp, ab 1515 Elmen (1758 Kuratie, 1761/64 Widum), und der Gerichtsbarkeit Ehrenberg unterstellt war (Region Lechtal; Anwaltschaft Unterlechtal).
1805, nach dem 2. Napoleonischen Krieg, musste Habsburg Tirol an Bayern abtreten (Frieden von Pressburg), wo das Land als Innkreis in das neue Königreich eingegliedert wurde.
1810 – nach dem 4. Napoleonischen Krieg war auch Salzburg an Bayern gekommen (Pariser Vertrag 1810) – wurde unter Minister Montgelas eine umfassende Gebietsreform umgesetzt. Dabei wurden das Landgericht Aschau und das Landgericht Ehrenberg zu einem neuen Landgericht Reutte vereinigt.
Im Zuge dessen wurden auch die beiden Gemeinden Vorder- und Hinterhornbach zu einem Steuerdistrikt – den Vorläufern der heutigen Katastralgemeinden – zusammengelegt.
Damit wurde Hornbach eine der elf Hauptgemeinden des Landgerichts, Vorder- und Hinterhornbach waren Untergemeinden (insgesamt 25).
Pfarrlich blieben sie weiterhin als Expositur Wängle respektive als Filiale Elmen unterstellt.
1816, als nach dem Überlaufen Bayerns und der Niederlage der Franzosen die vornapoleonischen Verhältnisse weitgehend wiederhergestellt wurden (Wiener Kongress 1815), wurde die bayerische Verwaltungsgliederung mit einer gemeinsamen Steuergemeinde vorerst beibehalten.
Leitung hatte ein Gemeindevorsteher inne.
Erst als 1833 die Anwaltschaften im Außerfern aufgelöst wurden, wurden Vorderhornbach und Hinterhornbach als eigenständige Gemeinden wiederhergestellt.
| Innkreis Kgr. Bayern | Gft. Tirol Ktm. Österreich | Gft. Tirol Ktm. Österreich | Gft. Tirol Ktm. Österreich | Gft. Tirol Ktm. Österreich |
| 1812                 | 1822                       | 1823                       | 1824                       | 1825                       |
| 378                  | 334                        | 358                        | 335                        | 315                        |
| −                    | 75                         | −                          | −                          | 72                         |